# C402DE
C402DE（しーよんまるにでぃーいー）とは、デンソー製のau（KDDI・沖縄セルラー電話）の第二世代携帯電話(cdmaOne)端末である。

## 特徴
EZweb@mail対応機種。ストレート型の端末である。全体に丸みを帯び、ボタンには青から白のグラデーションがされている。サイドには、キー操作無効状態を握るだけで解除できるタッチセンサーが付いている。デンソー製の他機種にある「ウィリーくん」が本機にもあり、待受画面「ウィリーホーム」はEZwebサイト「ウィリータウン」と連動しており、ウィリータウンでダウンロードしたアイテムを、ウィリーホームに置くことが出来る。
本機がデンソー最後のau端末となった。

## 歴史
- 2000年7月6日　  電気通信端末機器審査協会による技術基準適合認定の設計認証（設計認証番号A00-0657JP、J00-0168）
- 2000年8月8日　  テレコムエンジニアリングセンターによる技術基準適合証明の工事設計認証（工事設計認証番号XZAB0005）
- 2000年12月22日　発売
- 2012年7月22日　 cdmaOneサービス終了により使用はこの日限りとなる。